# Sevan (město)
Sevan (arménsky Սեւան) je město a známá turistická destinace v Arménii. Leží v provincii Gegharkunik na severozápadních březích jezera Sevan. Bylo postaveno v nadmořské výšce 1 905 m n. m., 64 kilometrů od Jerevanu, hlavního města země. Město je obklopené Sevanským národním parkem.

## Historie

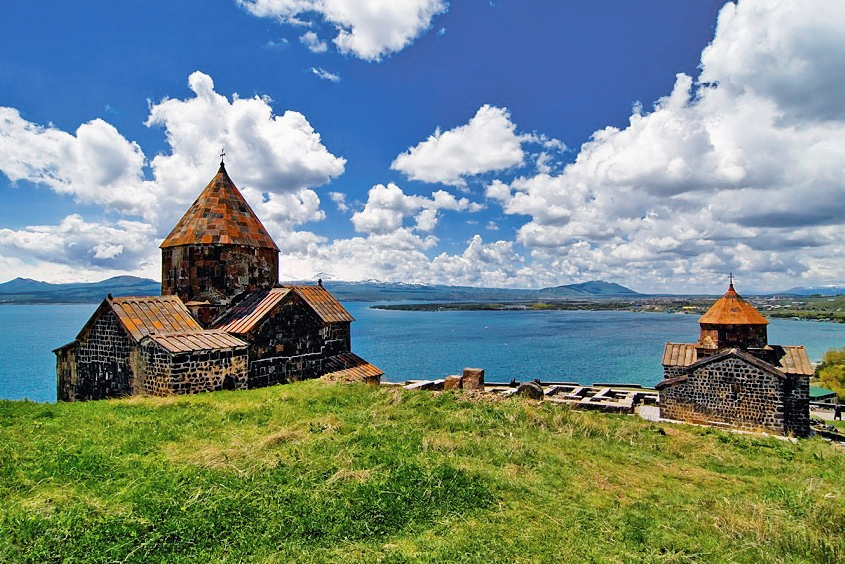
Sevanský klášter

Původní osada byla založena roku 1842 ruskými náboženskými exulanty. Do roku 1935 se osada nazývala Jelenovka. Byla pojmenovaná po dceři ruského cara Pavla I. Až do konce 19. století v osadě žili převážně Rusové. Východně od města leží Sevanský poloostrov, který je domovem jednoho z nejpozoruhodnějších příkladů arménské středověké architektury, klášteru Sevanavank z 9. století. V současnosti se klášter, známý svými chačkary, skládá ze dvou části: Surp Arakelots a Surp Astvacacin. Klášter stál původně na jižním břehu malého ostrůvku, avšak následkem umělého vypouštění jezera za vlády Josifa Stalina, hladina klesla asi o 20 metrů a z ostrova se stal poloostrov. Další důležitou náboženskou stavbou je Vaskenianská teologická akademie, otevřená v roce 2004.

## Sevanský národní park

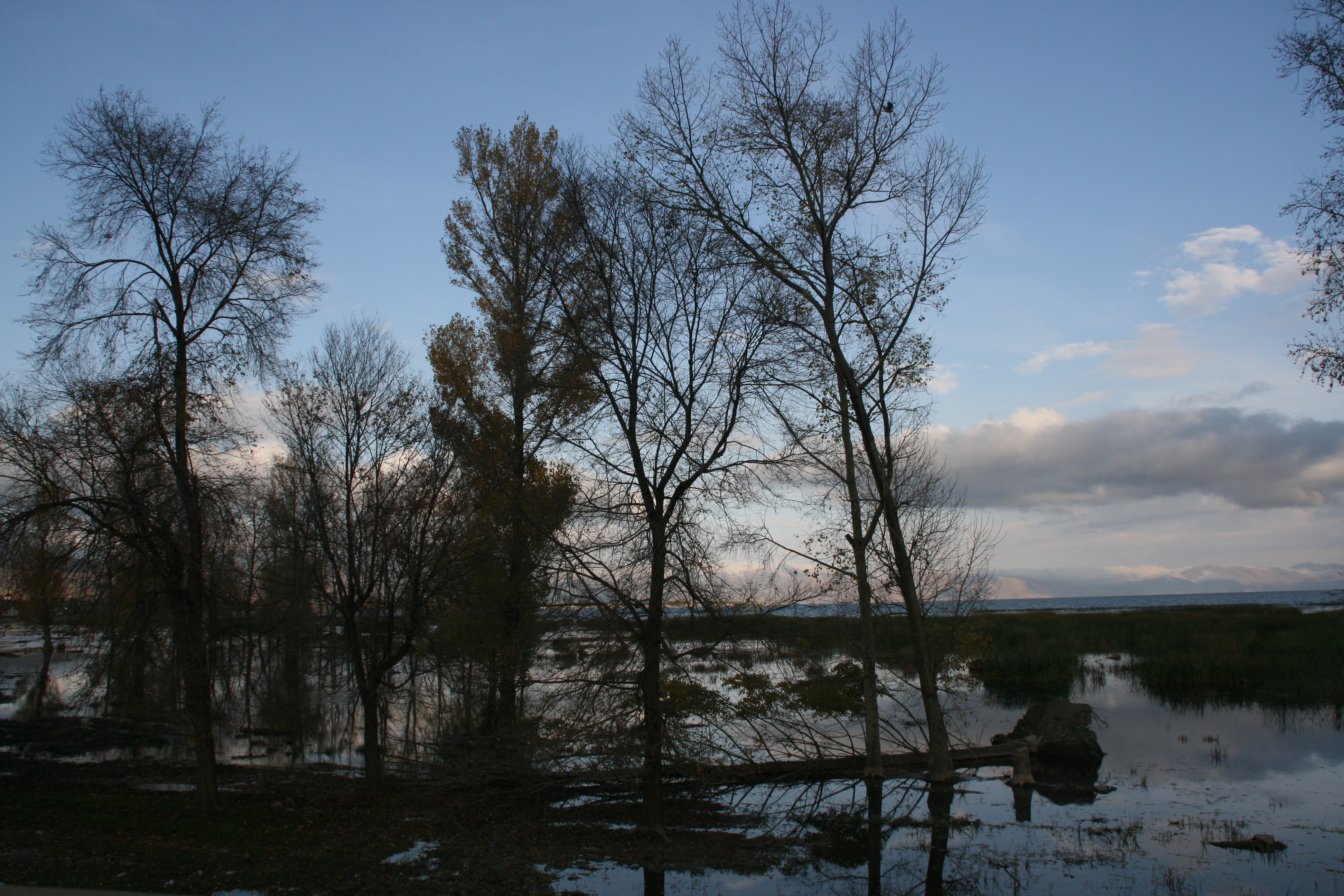
Močál v Sevanském národním parku

Sevanský národní park byl založen roku 1978 kvůli ochraně Sevanského jezera a přílehlých regionů. Funguje jako výzkumné centrum pro monitorování ekosystémů a zajišťuje různá ochranná opatření. Park leží na území o rozloze 1 501 km². Je obklopený několika horskými pásy. V parku lze nalézt asi 1600 druhů rostlin a 330 živočišných druhů. Park je rozdělen do 3 zón: národní rezervace, rekreační zóna a zóna pro ekonomické účely.

## Galerie

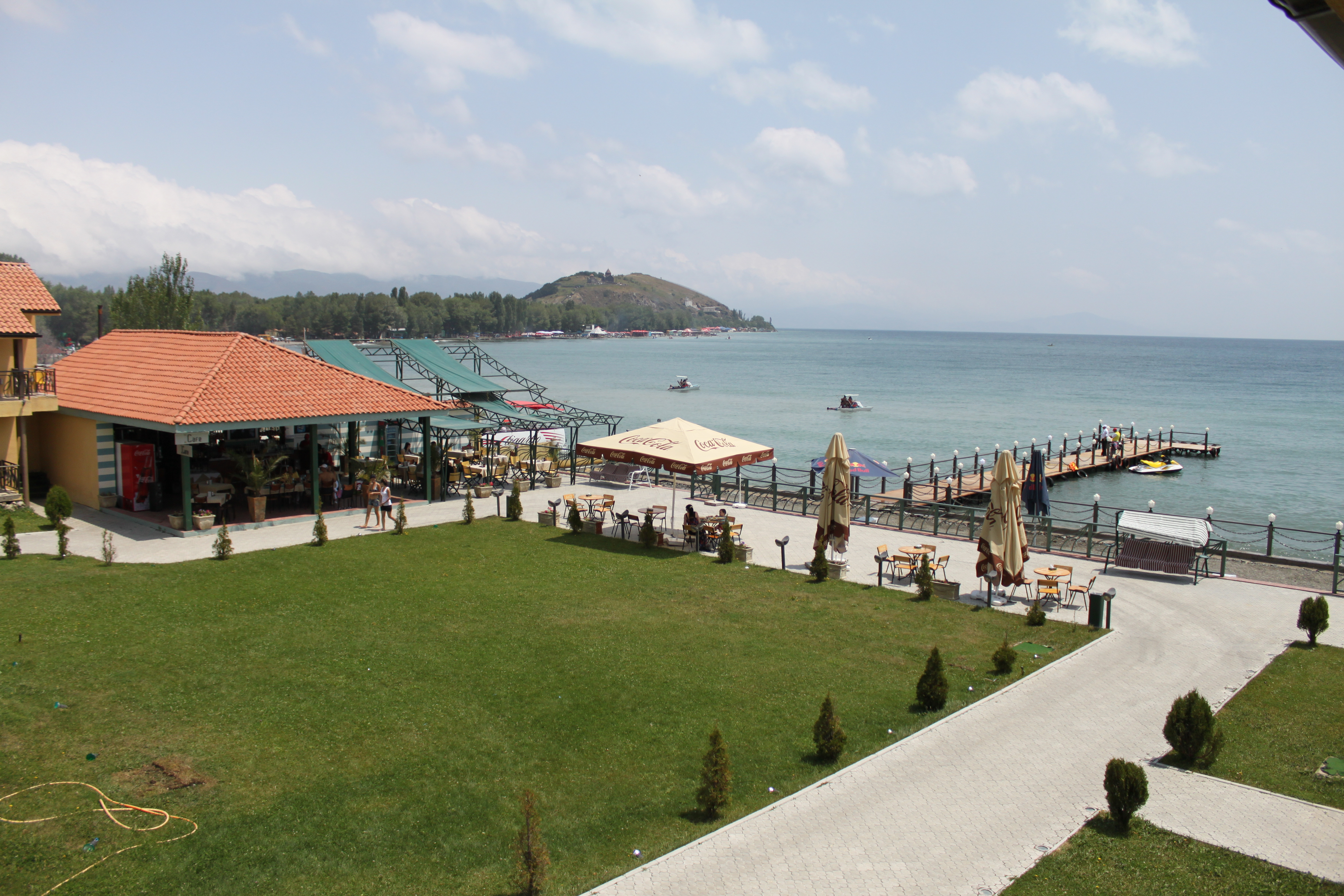
Pláž Sevanského jezera
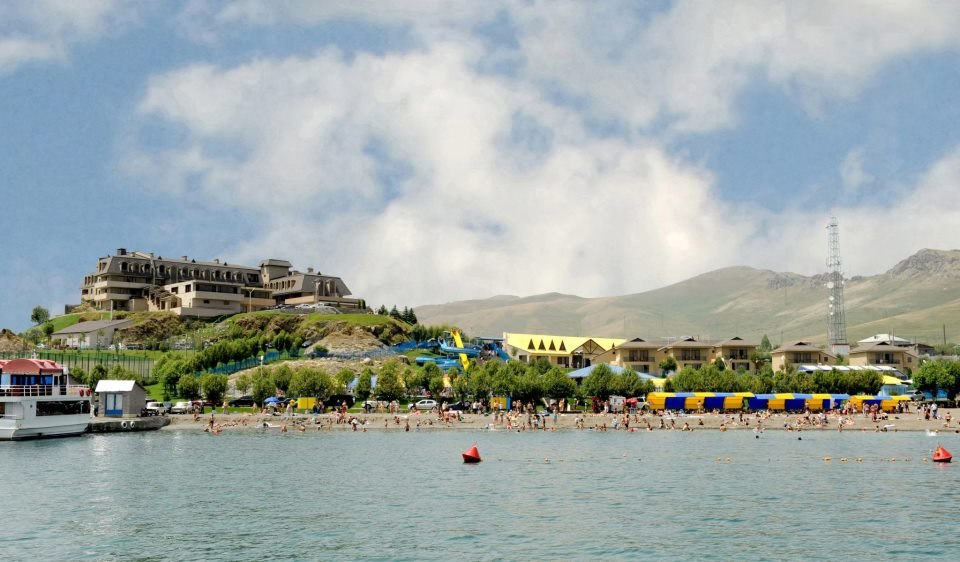
Vodní park
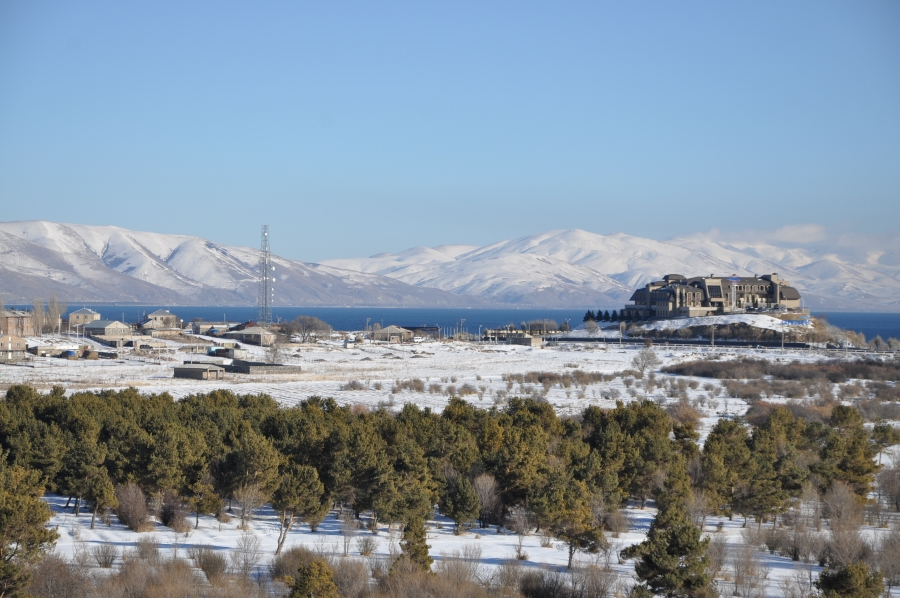
Pohled na město v zimě
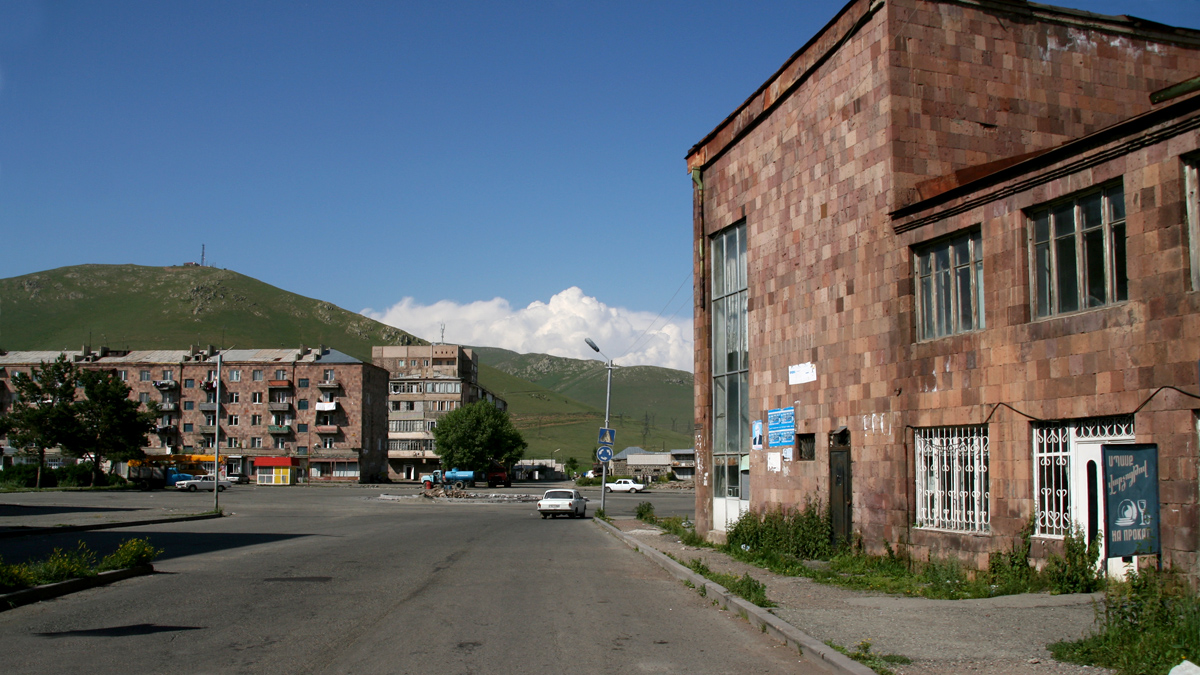
Náměstí
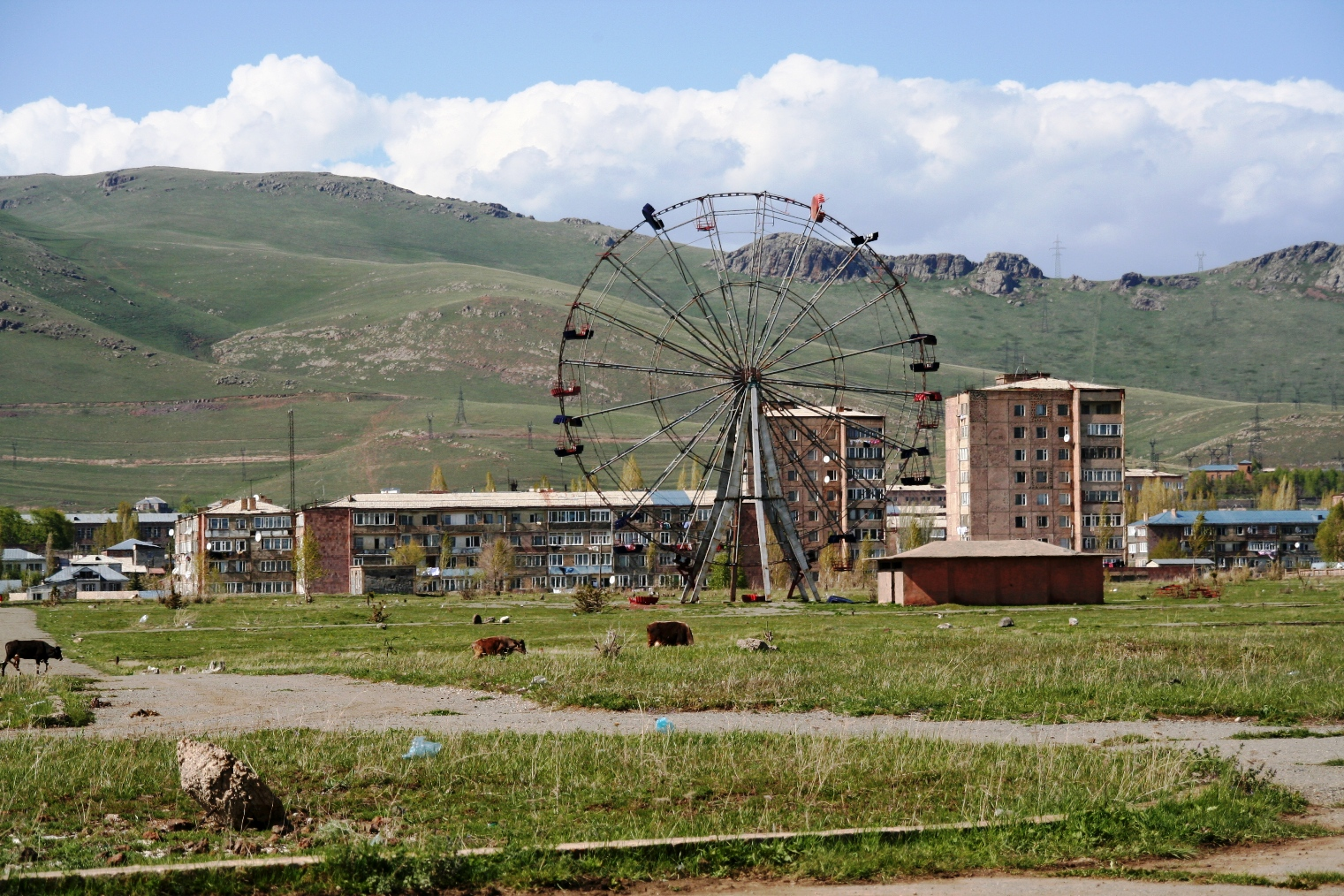
Sevan na jaře
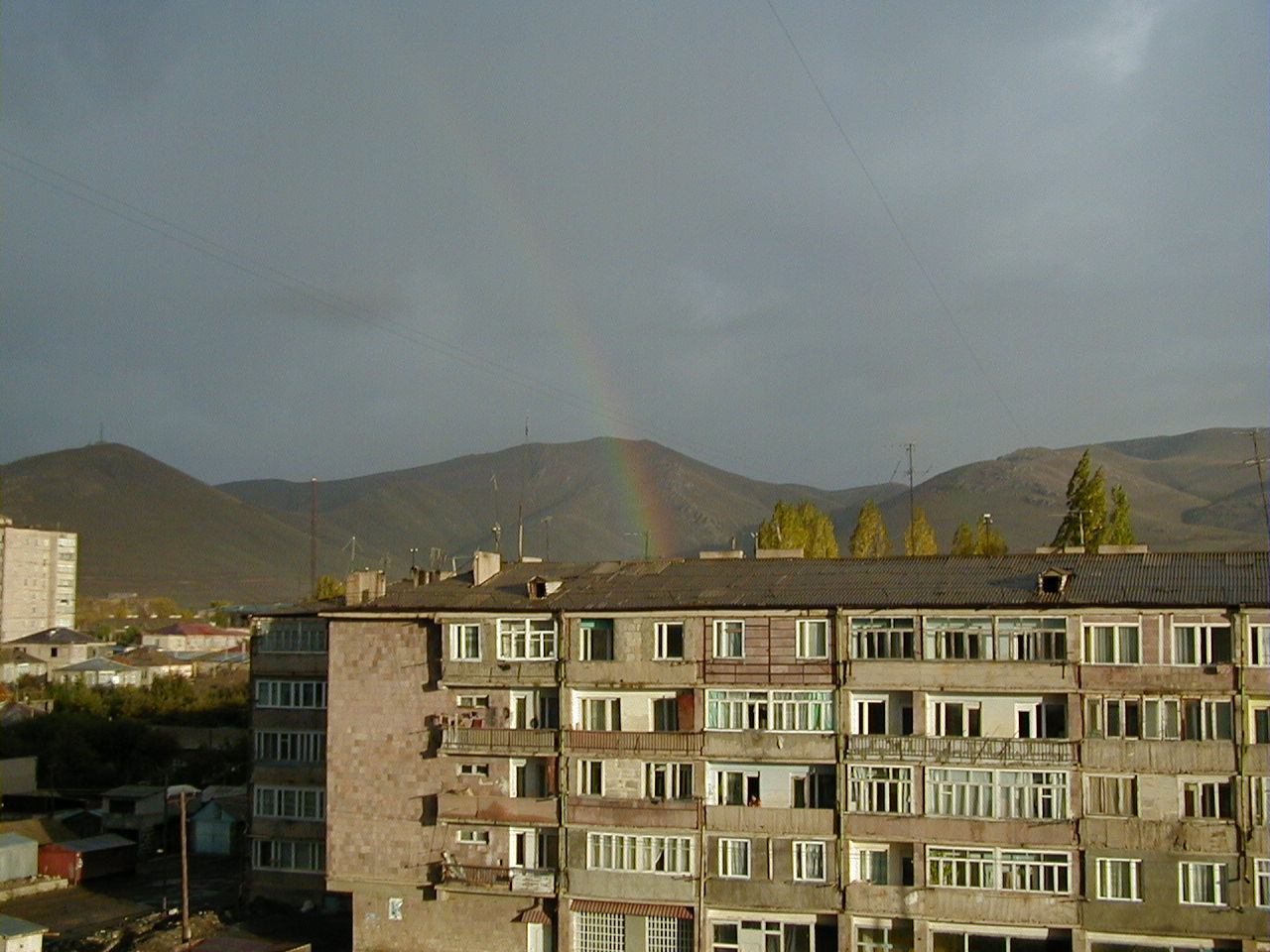
Sídliště

## Partnerská města
- Grenoble, Francie
- Bussy-Saint-Georges, Francie
- Brodnica, Polsko